# Monossido di manganese
Il monossido di manganese è un composto avente formula chimica MnO, in cui il manganese presenta numero di ossidazione +2. Si trova in natura nel minerale manganosite.

## Preparazione
Il monossido di manganese può essere preparato in laboratorio per riduzione di altri ossidi con idrogeno, ad esempio:
{\displaystyle {\ce {MnO2\,+\,H2\to MnO\,+\,H2O}}}
Dal punto di vista industriale viene preparato per riduzione del diossido di manganese (MnO2) con idrogeno, monossido di carbonio (CO) o metano (CH4):
{\displaystyle {\ce {MnO2\,+\,CO\to MnO\,+\,CO2}}}
Può essere inoltre preparato attraverso il riscaldamento del carbonato di manganese (MnCO3):
{\displaystyle {\ce {MnCO3\to MnO\,+\,CO2}}}
Tale processo di calcinazione viene sviluppato in assenza di aria per prevenire la formazione di ossido manganico (Mn2O3).

## Applicazioni
Il monossido di manganese viene utilizzato in miscela con il solfato di manganese come fertilizzante e additivo alimentare. Per tale scopo si consumano ogni anno migliaia di tonnellate di MnO.
Viene inoltre utilizzato come catalizzatore nei processi di produzione di alcol allilico, materiali ceramici, vernici e vetri colorati.